# Овсянников, Константин Васильевич
Константин Васильевич Овсянников (1907—1943) — сержант Рабоче-крестьянской Красной Армии, участник Великой Отечественной войны, Герой Советского Союза (1943).

## Биография
Константин Овсянников родился в 1907 году в селе Самодуровка (ныне — Игишево Поныровского района Курской области). После окончания начальной школы работал в колхозе. В феврале 1943 года Овсянников был призван на службу в Рабоче-крестьянскую Красную Армию. С того же года — на фронтах Великой Отечественной войны.
К сентябрю 1943 года сержант Константин Овсянников командовал отделением 1035-го стрелкового полка 280-й стрелковой дивизии 60-й армии Центрального фронта. Отличился во время битвы за Днепр. 27 сентября 1943 года отделение Овсянникова одним из первых переправилось через Днепр в районе села Ротичи Чернобыльского района Киевской области Украинской ССР и приняло активное участие в боях за захват и удержание плацдарма на его западном берегу. В тех боях Овсянников получил тяжёлое ранение, от которого умер 2 октября 1943 года. Похоронен в селе Косачовка Козелецкого района Черниговской области Украины.
Указом Президиума Верховного Совета СССР от 17 октября 1943 года за «мужество и героизм, проявленные при форсировании Днепра и удержании плацдарма на его правом берегу», сержант Константин Овсянников посмертно был удостоен высокого звания Героя Советского Союза. Также посмертно был награждён орденом Ленина.